# Sanja Vesel
Sanja Vesel (in serbo Сања Весел?; Belgrado, 3 gennaio 1971) è un'ex cestista jugoslava.

## Carriera
Con la Jugoslavia ha disputato i Campionati europei del 1997.